# Aitor Karanka
Aitor Karanka de la Hoz (Vitoria-Gasteiz, 18 september 1973) is een  Spaans voetbaltrainer en voormalig profvoetballer. Hij speelde voor Real Madrid, Athletic Bilbao en Colorado Rapids.

## Clubvoetbal

### Spelerscarrière
Karanka is afkomstig uit de cantera (jeugdopleiding) van Athletic. De Bask debuteerde in het seizoen 1993/1994 in het eerste elftal. In 1997 vertrok de verdediger naar Real Madrid, waar hij vijf seizoenen zou spelen. Met Los Merengues won Karanka de Primera División (2001), de Supercopa de España (1997, 2001), de UEFA Champions League (1998, 2000, 2002) en de Intercontinental Cup (1998). In 2002 keerde Karanka terug naar Athletic. Nadat hij in de seizoenen 2004/2005 en 2005/2006 nauwelijks speelde, besloot hij de club uit Bilbao te verlaten. Karanka koos voor een Amerikaans avontuur door voor twee jaar bij Colorado Rapids uit Denver te tekenen.

### Trainerscarrière
Met ingang van het seizoen 2010/11 werd Karanka assistent van coach José Mourinho bij Real Madrid. Hij bleef in deze functie actief tot juli 2013. Karanka kreeg in november 2013 zijn eerste aanstelling als hoofdcoach, bij Middlesbrough. Dat was op dat moment actief in de Championship. Hij promoveerde na een tweede plaats op de ranglijst in het seizoen 2015/16 met de club naar de Premier League. Middlesbrough ontsloeg Karanka op 16 maart 2017. De club stond op dat moment negentiende in de Premier League.
Op 8 januari 2018 begon Karanka bij Nottingham Forest aan zijn tweede trainersavontuur in Engeland. Bij zijn aantreden stond de club veertiende in de Championship. Karanka eindigde uiteindelijk zeventiende met Nottingham in het seizoen 2017/18. Op 11 januari 2019 vertrok Karanka bij de club.
Op 31 juli 2020 tekende hij een driejarig contract bij reeksgenoot Birmingham City. Na slechts negentien wedstrijden besloot hij de ploeg te verlaten.  De ploeg stond net buiten de degradatieplaatsen.
Op 18 april 2022 keerde hij terug naar zijn vaderland en tekende bij Granada, dat in strijd was om haar behoud op het hoogste Spaanse niveau te bekomen.  De ploeg kon echter haar behoud niet bekomen.  Hij zou de ploeg naar het tweede niveau volgen en dit met de doelstelling om de ploeg zou snel mogelijk naar de top te laten terugkeren.  Toen dit begin seizoen niet echt lukte en na een 1-0 verlies tegen staartploeg Oviedo, zakte de ploeg echter naar een achtste plaats in de rangschikking. Dezelfde dag, op 8 november 2022, werd hij nog ontslagen. 
Maccabi Tel Aviv werd vanaf 4 januari 2023 zijn volgende bestemming.

## Clubstatistieken
| Seizoen | Club            | Competitie          | Wed. | Goals |
| ------- | --------------- | ------------------- | ---- | ----- |
| 1993/94 | Athletic Bilbao | Primera División    | 18   | 0     |
| 1994/95 | Athletic Bilbao | Primera División    | 32   | 1     |
| 1995/96 | Athletic Bilbao | Primera División    | 31   | 0     |
| 1996/97 | Athletic Bilbao | Primera División    | 37   | 1     |
| 1997/98 | Real Madrid     | Primera División    | 18   | 0     |
| 1998/99 | Real Madrid     | Primera División    | 4    | 0     |
| 1999/00 | Real Madrid     | Primera División    | 22   | 0     |
| 2000/01 | Real Madrid     | Primera División    | 35   | 0     |
| 2001/02 | Real Madrid     | Primera División    | 14   | 0     |
| 2002/03 | Athletic Bilbao | Primera División    | 24   | 2     |
| 2003/04 | Athletic Bilbao | Primera División    | 34   | 0     |
| 2004/05 | Athletic Bilbao | Primera División    | 6    | 0     |
| 2005/06 | Athletic Bilbao | Primera División    | 0    | 0     |
| 2006    | Colorado Rapids | Major League Soccer | 28   | 0     |

## Nationaal elftal
Karanka speelde één interland voor het Spaans voetbalelftal: op 26 april 1995 tegen Armenië. Daarnaast speelde de verdediger vier wedstrijden op de Olympische Spelen van 1996, waar de ploeg van bondscoach Javier Clemente in de kwartfinale met 4-0 verloor van Argentinië.

## Erelijst
Als speler
 Real Madrid
- UEFA Champions League: 1997/98, 1999/00, 2001/02
- Primera División: 2000/01
- Supercopa de España: 1997, 2001

Individueel
- Football League Championship Manager of the Month: januari 2015, september 2015, december 2015